# Gaëtan Van Goidsenhoven
Gaëtan Van Goidsenhoven (Ukkel, 2 oktober 1973) is een Belgisch politicus voor de liberale MR.

## Levensloop
Gaëtan Van Goidsenhoven studeerde in 1997 af als licentiaat in de geschiedenis aan de ULB. Na zijn studies werkte hij in 1998 korte tijd als historicus en archivaris bij de Archives Libérales Francophones in het liberale studiecentrum Centre Paul Hymans. Nadien was hij van 1998 tot 2003 attaché bij de Franse Gemeenschapscommissie, waarbij hij werd aangeduid als adjunct-coördinator bij de centrale bibliotheek van het Centrum voor Onderricht en Opzoekingen der Voedings- en chemische Industrie (CERIA), en van 2005 tot 2007 attaché bij de culturele erfgoeddienst van de Franse Gemeenschap.
Eind jaren 1990 werd Van Goidsenhoven politiek actief voor de toenmalige PRL, de voorloper van de MR. Van 1999 tot 2001 was hij vicevoorzitter en van 2001 tot 2002 politiek secretaris van de regionale Brusselse federatie van de JRL, de jongerenafdeling van de PRL, en van 2002 tot 2004 was hij voorzitter van de regionale Brusselse federatie van de Jeunes MR. In 2003 ging Van Goidsenhoven als raadgever aan de slag op het kabinet van Jacques Simonet, toenmalig federaal staatssecretaris voor Europese Zaken. Toen Simonet van februari tot juni 2004 Brussels minister-president was, werkte Van Goidsenhoven als raadgever op de strategische cel van diens kabinet en nadien was hij van 2004 tot 2005 fractiemedewerker voor de MR in het Brussels Hoofdstedelijk Parlement.
Van 2001 tot 2006 zetelde Van Goidsenhoven eveneens in de OCMW-raad van Anderlecht. In oktober 2006 werd hij verkozen tot gemeenteraadslid en in maart 2007 werd hij OCMW-voorzitter. Na het plotselinge overlijden van Jacques Simonet drie maanden later, volgde Van Goidsenhoven hem in augustus 2007 op als burgemeester. Hij bleef deze functie bekleden tot eind 2012 en werd vervolgens tot eind 2018 eerste schepen van Anderlecht, bevoegd voor Stedenbouw, Stedelijke Ontwikkeling, Milieuvergunningen en Duurzame Ontwikkeling. Na de gemeenteraadsverkiezingen van oktober 2018 belandde de MR in Anderlecht in de oppositie, waarna Van Goidsenhoven fractieleider werd in de gemeenteraad. In oktober 2024 voerde hij een gezamenlijke lijst van MR en Les Engagés aan, die de grootste werd in Anderlecht en een coalitie vormde met de socialistische PS, dat echter de burgemeester mocht blijven leveren. Van Goidsenhoven trad niet toe tot het schepencollege, maar werd wel voorzitter van de gemeenteraad.
Sinds de Brusselse gewestverkiezingen van juni 2009 zetelt Van Goidsenhoven in het Brussels Hoofdstedelijk Parlement, waar hij zich ging toeleggen op stedenbouw, natuurbescherming en dierenwelzijn. Hij ging zetelen in de commissies Infrastructuur, Mobiliteit en Verkeerswezen (2009-2014), Territoriale Ontwikkeling (2014-2024) en Leefmilieu en Energie (2024-heden).
Sinds september 2016 is hij eveneens lid van het Parlement van de Franse Gemeenschap, waar hij van 2016 tot 2019 lid en in 2019 korte tijd vicevoorzitter was van de commissie Internationale Betrekkingen en Algemene Zaken en van 2019 tot 2022 zitting had in de commissie Begroting, Openbaar Ambt, Gelijke Kansen en Schoolgebouwen. Sinds 2024 is hij er ondervoorzitter van de commissie Cultuur, Permanente Vorming, Internationale Betrekkingen en Algemene Zaken. Daarnaast zetelt Van Goidsenhoven sinds juli 2019 als deelstaatsenator in de Senaat, waar hij sinds september 2019 fractievoorzitter is voor zijn partij. 
Sinds 2018 is Van Goidsenhoven eveneens, op vrijwillige basis, voorzitter van de dierenbeschermingsorganisatie Veeweyde.